# インテリジェント電子装置

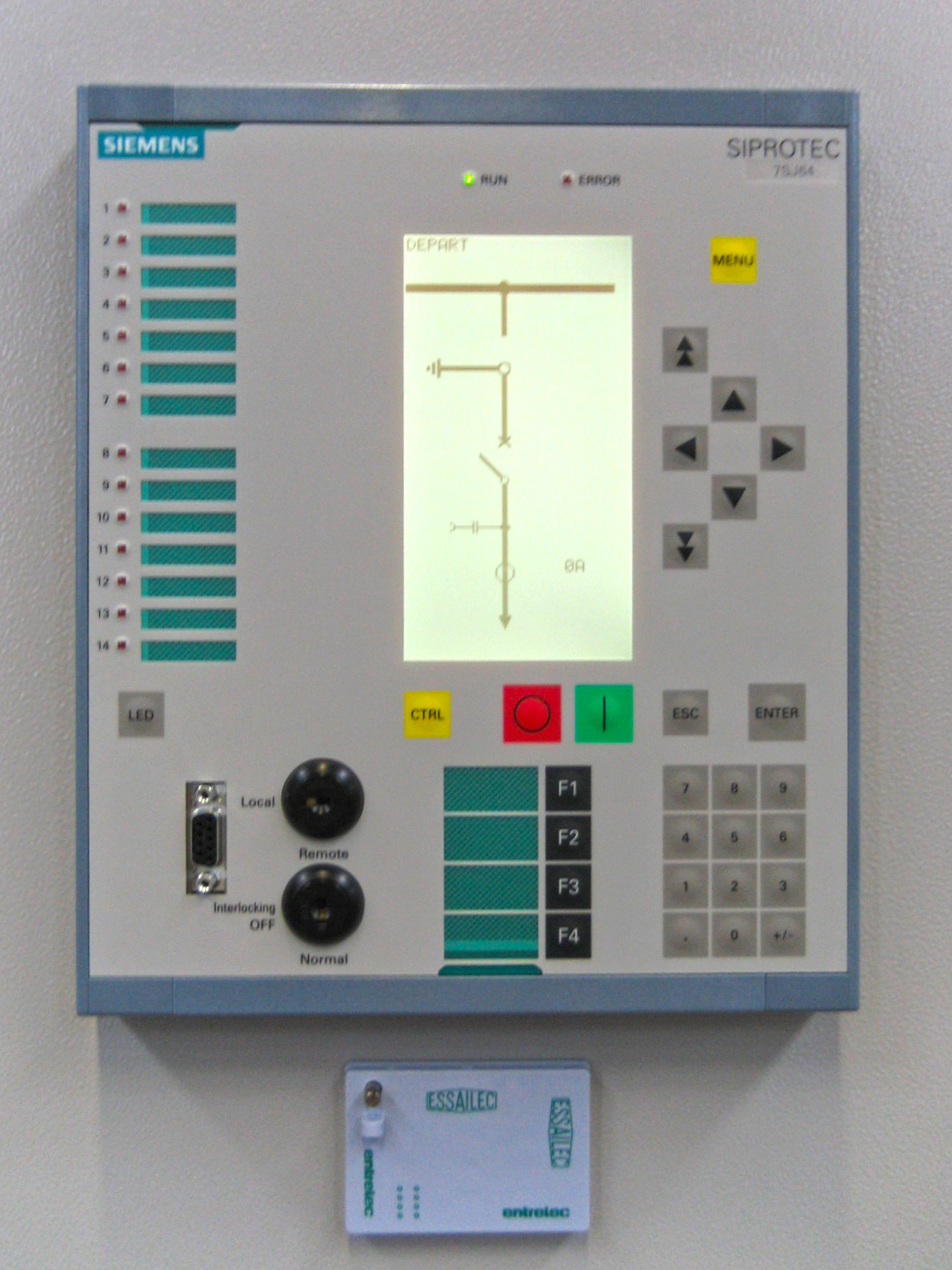
デジタル保護継電器はIEDの一例である。

電力産業においてインテリジェント電子装置（インテリジェントでんしそうち、IED: 英語: Intelligent Electronic Device）とは、電力機器、変圧器、コンデンサバンクなどの電力システム機器をマイクロプロセッサにより制御するコントローラを表すために使用される用語である。
IEDはセンサや電源装置からデータを受信し、電圧、電流、周波数の異常を検知した場合に遮断器に制御コマンドを発行したり、目的のレベルを維持するために電圧レベルを制御したりすることができる。一般的なIEDには、保護継電器デバイス、オンロードタップチェンジャーコントローラ、遮断器コントローラ、コンデンサバンクスイッチ、リクローザコントローラ、電圧レギュレータなどがある。これらは、一般に設定ファイルによって制御される。
デジタル保護継電器は最も主要なIEDであり、マイクロプロセッサを使用して保護機能、制御機能などを実行する。典型的なIEDは、約5〜12個の保護機能、個別の装置を制御する5〜8個の制御機能、自動再閉機能、自己監視機能、通信機能などを有している。
最近のIEDの中には、IEC 61850に準拠して設計されているものもある。この規格は、変電所自動化に関するもので、相互運用性と高度な通信機能を提供する。